# Lakulin
Lakulin (devanagari : लकुलिन्) ou Lakulisha (sanskrit IAST : lakulīśa), est un ascète du IIe siècle, considéré comme le dernier des 28 avatars de Shiva et le créateur du yoga. Son attribut est la massue, son enseignement est à l'origine de la secte des pashupatas en relation avec la forme ancienne de Shiva Pashupati. L'origine du nom pourrait être lakuṭa qui signifie "massue". Le Pashupata Sutra lui est attribué.